# ФИСА
Међународна веслачка федерација се названа ФИСА скраћеница од фр. Fédération Internationale des Sociétés d'Aviron.

## Историја
Међународна веслачка федерација је основана на иницијативу Веслачког савеза Италије 25. јуна 1892. у Торину као потреба да се стандардизују правила све популарнијег веслачког спорта. Тада су установљена и прва службена правила која су прописивала дужину стазе, грађу чамаца, дисциплине, и друго.
На оснивачком конгресу били су заступљени веслачки савези Аустроугарске, Белгије, Француске, Италије и Швајцарске. Аустроугарска је заступао Јадрански савез (La Federazione dell‘Adriatico) са седиштем у Трсту у који су тада били учлањени веслачки клубови од Трста до Задра. До 1920. ФИСА је остала ограничена на пет земаља оснивача, односно шест јер је 1913. пришла и Холандија
После Другог светског рата у ФИСУ се учлањују: Шпанија и Чехословачка (1920), Мађарска (1921), Португал (1922), Југославија и Пољска (1924), Египат (1925), Данска и Румунија (1927), Аргентина (1928), САД (1929) и др.
Прво седиште ФИСА било је у Торину до 1923, а затим је пренето у Лозану Швајцарска где се и данас налази.
ФИСА је најстарија међународна спортска организација која је учествовала на Олимпијским играма. Свака држава чланица учествује путем представника своје националне организације на ФИСА Конгресима. Тренутно је 128 земаља чланица ФИСА,

## Такмичења
ФИСА организује велики број веслачких такмичења сваке године..
Светско првенство у веслаљу се одржава једном годишње. У олимпијској години одржава се само за неолимпијске дисциплине. Прво светско првенство је одржано 1962. године у Луцерну
Светско првенство јуниора: Први пут је одржано 1967. године у Немачкој. Светска првенства јуниора једном годишње окупљају такмичаре које у тој години навршавају 18 година или мање. У олимпијској години ово се такмичење одржава заједно с Светским првенством за неолимпијске дисциплине.
Светско првенство Б сениора (Under 23): Први пута одржано 1976. године, ова је регата изворно била намењена такничарима престарима за јуниорско првенство, али који у години такмичења навршавају мање од 23 године (категорија коју ФИСА рефернцира као Сениор Б). Регата је толом година мењала име, па се најпре звала Куп нација, 2002. године мења име у Светска У23 регата и коначно постаје Светско првенство Б сениора (Under 23) 2005.
Светски куп је покренут 1997, и састоји се од 3 регате, најчешће крајем пролећа и почетком лета.
Светска регата ветерана (Masters): је такмичење за веслаче изнад 27. година старости. Занимљиво је да ова регата једина укључује тзв. мешовите (mix) посаде, у којима комбиновано седе веслачи и веслачице у истим посадама.
Континенталн првенства се одржавају сваке године. Прво Европско првенство у веслању одржано је 1893. на језеру Орта у Италији
Осим наведених такмичења веслачи учествију и на Олимпијским играма од првих Игара у Атини 1896.